# Zequinha
José Ferreira Franco, ismertebb nevén: Zequinha (Recife, 1934. november 18. – Olinda, 2009. július 26.) világbajnok brazil válogatott labdarúgó.
A brazil válogatott tagjaként részt vett az 1962-es világbajnokságon.

## Sikerei, díjai
Santa Cruz
- Pernambucano bajnok (1): 1957

Palmeiras
- Paulista bajnok (3): 1959, 1963, 1966
- Torneio Rio-São Paulo győztes (1): 1965

Brazília
- Világbajnok (1): 1962